# Florian Guillou
Florian Guillou (Concarneau, 29 de diciembre de 1982) es un ciclista francés que fue profesional desde 2007 hasta 2015.
En diciembre de 2015 anunció su retirada como ciclista profesional.

## Palmarés
2006 (como amateur)
- 1 etapa del Kreiz Breizh Elites

## Resultados en Grandes Vueltas
Durante su carrera deportiva consiguió los siguientes puestos en las Grandes Vueltas. 
| Carrera | Carrera         | 2007 | 2008 | 2009 | 2010 | 2011 | 2012 | 2013 | 2014 | 2015 |
| ------- | --------------- | ---- | ---- | ---- | ---- | ---- | ---- | ---- | ---- | ---- |
|         | Giro de Italia  | —    | —    | —    | —    | —    | —    | —    | —    | —    |
|         | Tour de Francia | —    | —    | —    | —    | —    | —    | —    | 62.º | —    |
|         | Vuelta a España | —    | —    | —    | —    | —    | —    | —    | —    | —    |

―: no participa
Ab.: abandono